# Cristian Correa
Camilo Correa (Tulua, Valle del Cauca , Colombia, 9 de diciembre de 1995) es un futbolista colombiano. Juega de mediocampista y lateral izquierdo  Inicia su proceso deportivo en el atlético nacional formando parte de la categoría de la primera B, creando grandes expectativas entre los directivos del club, en el año 2009 un empresario austríaco, Armin Lovrek decide comprar los derechos deportivos y llevarlo al Austria santos club de segunda división, donde es su mayor accionista, vuelve a Colombia cedido al club unión Magdalena de segunda división a participar en torneos sub-17 ya como mediocampista, en julio del año 2010 el club mexicano pachuca muestra interés por la joven promesa llegando a un acuerdo por un periodo de 2 años, se desconoce la causa por la cual no llega al vecino país, en ese mismo año ingresa hacer parte de las inferiores del club colombiano Millonarios de la primera división, al siguiente año es incorporado a las inferiores sub-20 del Bogotá fútbol club equipo de segunda división en ese mismo año va en préstamo con opción de compra por el Once Caldas participando en la copa la patria de la ciudad de Manizales.   

## Clubes
| Club                              | País      | Año         |
| --------------------------------- | --------- | ----------- |
| Atlético Nacional Primera C       | Colombia  | 2008-2009   |
| Austria santos Divisiones menores | Australia | 2009        |
| Unión Magdalena Sub-17            | Colombia  | 2010-2010   |
| Pachuca Fc Sub-17                 | México    | 2010-2010   |
| millonarios Sub-17                | Colombia  | 2010-2010   |
| Bogota Fc Sub-20                  | Colombia  | 2011        |
| Once caldas Sub-20                | Colombia  | 2011 - 2011 |

- Datos: Q5791291